# Pteroptrix japonica
Pteroptrix japonica är en stekelart som först beskrevs av Huang 1991.  Pteroptrix japonica ingår i släktet Pteroptrix och familjen växtlussteklar. Inga underarter finns listade i Catalogue of Life.